# 臺灣葉蟎
臺灣葉蟎（学名：Tetranychus taiwanicus）为葉蟎科葉蟎屬下的一个种。